# Immortels (film)
Pour les articles homonymes, voir Immortel et Tuck Everlasting.
Pour plus de détails, voir Fiche technique et Distribution.
Immortels (Tuck Everlasting, aussi titré Tuck éternel lors de sa diffusion à la télévision au Québec) est un drame fantastique américain réalisé par Jay Russell, sorti en 2002.
Il est produit, entre autres, par Walt Disney Pictures et constitue la deuxième adaptation cinématographique du livre pour enfant La Source enchantée (Tuck Everlasting) de Natalie Babbitt, la première adaptation s’appelant également Tuck Everlasting.

## Synopsis
Une jeune fille appelée Winnie fait la connaissance d'un garçon, Jesse, et de sa famille les Tuck, dans les bois. Cette famille a quelque chose de particulier, car ils sont immortels. En effet, ils possèdent une source magique, véritable fontaine de jouvence, qui leur permet de ne pas vieillir. Winnie et Jesse, tombés amoureux, sont alors confrontés à un choix : faire bénéficier Winnie de cette immortalité ou la laisser vivre une vie normale.

## Fiche technique
- Titre : Immortels
- Titre québécois : Tuck éternel
- Titre original : Tuck Everlasting
- Réalisation : Jay Russell
- Scénario : David Wight, James V. Hart, d'après le roman de Natalie Babbitt
- Photographie : James L. Carter
- Montage : Jay Cassidy
- Musique : William Ross
- Direction artistique : Tony Burrough
- Décors : Ray Kluga, Catherine Davis
- Costumes : Carol Ramsey
- Producteurs : Marc Abraham, Jane Startz, Armyan Bernstein, Thomas A. Bliss, Deborah Forte, William Teitler, Max Wong
- Société de production :
- Société de distribution :
- Pays d'origine : États-Unis
- Langue : anglais, français
- Genre : drame fantastique
- Durée : 96 minutes
- Dates de sortie : 
  - Canada : 8 septembre 2002 (Festival international du film de Toronto)
  - États-Unis : 5 octobre 2002 (avant-première) ; 11 octobre 2002

## Distribution
- Alexis Bledel (VF : Dorothée Capelluto ; VQ : Geneviève Desilets) : Winnie Foster
- Jonathan Jackson (VF : Benjamin Jungers ; VQ : Hugolin Chervette) : Jesse Tuck
- Ben Kingsley (VF : Patrick Donnay ; VQ : Jacques Lavallée) : L'Homme habillé en jaune
- William Hurt (VF : Daniel Nicodème ; VQ : Jean-Marie Moncelet) : Angus 'Tuck' Tuck
- Sissy Spacek (VF : Fabienne Loriaux ; VQ : Claudine Chatel) : Mae Tuck
- Scott Bairstow (VF : Bruno Mullenaerts ; VQ : Gilbert Lachance) : Miles Tuck
- Amy Irving (VF : Léonce César ; VQ : Elizabeth Lesieur) : Mme Foster
- Victor Garber (VF : Christian Herinckx ; VQ : Bernard Fortin) : Robert Foster
- Elisabeth Shue (VF : Sophie Landresse ; VQ : Nathalie Coupal) : Narratrice
- Sean Pratt (VF : Arnaud Léonard) : Jeune prêtre
- John Badila (VF : François Mairet) : Baker
- Richard Pilcher (VF : Laurent Van Wetter) : officier de police
- Kyle Prue (VF : David Macaluso) : mauvais perdant
- Bradley Coryel (VF : Guillaume Légier) : Commis en chef du moulin
- ? (VF : Florent Hoxha, Raphaël Page, Damien Massaer) : Commis du moulin

Doublage
- Dubbing Brothers Belgique
- Direction artistique : Daniel Nicodème
- Adaptation : Valérie Marchand

## Distinctions

### Nominations
- Saturn Award 2003 : 
  - Meilleure actrice dans un second rôle (Sissy Spacek)
  - Meilleur(e) jeune acteur ou actrice (Alexis Bledel)
- Critics' Choice Movie Awards 2003 :
  - Meilleur film familial